# Waarderend onderzoek
Waarderend onderzoek, of Appreciative Inquiry (AI) is een krachtig instrument waarmee positieve verandering teweeggebracht kan worden. Kern is het stellen van kritische vragen waardoor je meer inzicht kunt krijgen in bepaalde situaties en de antwoorden op deze vragen met elkaar te bespreken.  Appreciative Inquiry richt zich met name op het onderzoeken van de levenskracht van de organisatie om de gewenste toekomst te creëren. Of kortweg: het goede gesprek voeren.
AI is een model dat belanghebbenden wil betrekken bij zelf bepaalde verandering. Volgens Bushe "veroorzaakte AI een revolutie op het gebied van organisatieontwikkeling en was het een voorloper van de opkomst van positieve organisatiestudies en de op kracht gebaseerde beweging in het Amerikaanse management." De Rabobank gebruikt Waarderend Onderzoek in plaats van het traditionele functioneringsgesprek, door constructieve vragen te stellen die je vooruit helpen.
Het werd ontwikkeld door de afdeling gedrag van de Case Western Reserve University, te beginnen met een artikel uit 1987 van David Cooperrider en Suresh Srivastva. Ze waren van mening dat het overmatig gebruik van 'probleemoplossing' elke vorm van sociale verbetering belemmerde. Nieuwe onderzoeksmethoden waren nodig die zouden helpen nieuwe ideeën en modellen te genereren voor hoe te organiseren.

## Geschiedenis
Cooperrider en Srivastva kozen voor een sociaal-constructivistische benadering, met het argument dat organisaties gecreëerd, onderhouden en veranderd worden door gesprekken, en beweerden dat de organisatiemethoden alleen beperkt waren door de verbeeldingskracht van mensen en hun onderlinge overeenkomsten.
In 2001 publiceerden Cooperrider en Diana Whitney een artikel waarin de vijf principes van AI werden uiteengezet.
In 1996 raakten Cooperrider, Whitney en een aantal van hun collega's centraal betrokken bij het gebruik van AI bij de oprichting van het United Religions Initiative (URI), een wereldwijde organisatie die zich inzet voor het bevorderen van onderlinge samenwerking tussen de verschillende religies voor vrede, gerechtigheid en genezing. Deze vroege samenwerking tussen URI en AI wordt opgetekend in Birth of a Global Community: Appreciative Inquiry in Action door Charles Gibbs en Sally Mahé. AI werd ook gebruikt in de eerste (1999) en daaropvolgende bijeenkomsten van bedrijfsleiders die het Global Compact van de VN creëerden.  In een andere vroege toepassing leerden Cooperrider en Whitney AI aan werknemers van GTE (nu onderdeel van Verizon), wat resulteerde in verbeteringen in de ondersteuning van werknemers voor de bedrijfsvoering van GTE en als onderdeel van continue procesverbetering zowel verbeteringen in het innen van inkomsten als kostenbesparingen genereerde, waarmee GTE een ASTD-prijs verdiende voor het beste organisatieveranderingsprogramma in de VS in 1997.:176
Op 8 mei 2010 stierf Suresh Srivastva. 
Gervase Bushe, een onderzoeker over het onderwerp, publiceerde in 2011 een recensie van het model, inclusief de processen, kritieken en bewijzen. Hij publiceerde ook een geschiedenis van het model in 2012.

## Basis en principes
Volgens Bushe pleit AI voor collectief onderzoek naar het beste van wat is, om ons voor te stellen wat zou kunnen zijn, gevolgd door een collectief ontwerp van een gewenste toekomstige staat die dwingend is en dus geen gebruik van prikkels, dwang of overreding vereist voor geplande verandering."
Het model is gebaseerd op de aanname dat de vragen die we stellen de neiging hebben om onze aandacht in een bepaalde richting te sturen, dat organisaties evolueren in de richting van de vragen die ze het meest volhardend en gepassioneerd stellen. In het midden van de jaren 80 waren de meeste methoden om een situatie te beoordelen en te evalueren en vervolgens oplossingen voor te stellen gebaseerd op een deficiëntiemodel, waarbij voornamelijk vragen werden gesteld als "Wat zijn de problemen?", "Wat is er verkeerd?" of "Wat moet er worden opgelost?". In plaats van te vragen "Wat is het probleem?", vatten anderen de vraag op in termen van "uitdagingen", die nog steeds gericht waren op tekortkomingen, op wat moet worden opgelost of opgelost. Appreciative Inquiry was de eerste serieuze managementmethode om de aandacht weer te vestigen op wat werkt, de positieve kern en waar mensen echt om geven. Tegenwoordig zijn deze manieren om organisatieverandering te benaderen gebruikelijk.
De vijf principes van AI zijn:
1. Het constructivistische principe stelt voor dat wat we geloven dat waar is, bepaalt wat we doen, en dat denken en handelen voortkomen uit relaties. Door de taal en het discours van dagelijkse interacties, bouwen mensen mee aan de organisaties waarin ze leven. Het doel van onderzoek is om nieuwe ideeën, verhalen en beelden te stimuleren die nieuwe handelingsmogelijkheden genereren.
2. Het principe van gelijktijdigheid stelt voor dat als we onderzoek doen naar menselijke systemen, we deze veranderen en de zaden van verandering, de dingen waarover mensen denken en praten, wat ze ontdekken en leren, zijn impliciet aanwezig in de allereerste vragen. Vragen zijn nooit neutraal, ze zijn noodlottig, en sociale systemen bewegen in de richting van de vragen die ze het meest volhardend en hartstochtelijk bespreken.
3. Het poëtische principe stelt voor dat het organisatieleven tot uiting komt in de verhalen die mensen elkaar elke dag vertellen, en dat het verhaal van de organisatie voortdurend wordt geschreven. De woorden en onderwerpen die voor onderzoek zijn gekozen, hebben een impact die veel verder gaat dan alleen de woorden zelf. Ze roepen gevoelens, inzichten en betekeniswerelden op. In alle fasen van het onderzoek wordt er moeite gedaan om woorden te gebruiken die het beste in mensen aanduiden, verlevendigen en inspireren.
4. Het anticiperende principe stelt dat wat we vandaag doen, wordt geleid door ons beeld van de toekomst. Menselijke systemen projecteren voor altijd een horizon van verwachting voor zich uit die de toekomst krachtig in het heden brengt als een mobiliserend middel. Waarderend onderzoek maakt gebruik van kunstzinnige creatie van positieve beelden op een collectieve basis om anticiperende realiteit te hervormen.
5. Het positieve principe stelt voor dat momentum en duurzame verandering een positief affect en sociale binding vereisen. Gevoelens als hoop, opwinding, inspiratie, kameraadschap en vreugde verhogen de creativiteit, openheid voor nieuwe ideeën en mensen, en cognitieve flexibiliteit. Ze bevorderen ook de sterke verbindingen en relaties tussen mensen, met name tussen groepen in conflict, die nodig zijn voor collectief onderzoek en verandering.

Sommige onderzoekers zijn van mening dat overmatige focus op disfuncties ervoor kan zorgen dat ze erger worden of niet beter worden. AI stelt daarentegen dat wanneer alle leden van een organisatie gemotiveerd zijn om de meest gunstige kenmerken van haar cultuur te begrijpen en waarderen, het snel verbeteringen kan aanbrengen.
Op kracht gebaseerde methoden worden gebruikt bij het creëren van een strategie voor organisatieontwikkeling en de implementatie van tactieken voor de effectiviteit van de organisatie. De waarderende manier van onderzoeken is vaak gebaseerd op interviews om een kwalitatief inzicht te krijgen in de potentiële sterke punten van de organisatie door te kijken naar de ervaring en het potentieel van een organisatie; het doel is om de troeven en persoonlijke motivaties die de sterke punten zijn, te verduidelijken.
Bushe heeft betoogd dat reguliere voorstanders van AI te veel aandacht besteden aan "het positieve" en niet genoeg aan de transformatie die AI kan bewerkstelligen door nieuwe ideeën te genereren en de wil om ernaar te handelen. In een vergelijkend onderzoek uit 2010 in een schooldistrict ontdekte hij dat zelfs in gevallen waarin geen verandering optrad, deelnemers zeer positief waren tijdens het AI-proces. Wat de plekken met transformationele veranderingen onderscheidde, was de creatie van nieuwe ideeën die mensen nieuwe manieren gaven om oude problemen aan te pakken. Hij stelt dat om transformationele verandering te laten plaatsvinden, AI problemen moet aanpakken die mensen genoeg zorgen baren om te willen veranderen. AI pakt ze echter niet aan door problemen op te lossen, maar door middel van generatieve afbeeldingen. Een deel hiervan wordt behandeld in een discussie van 90 minuten over AI, positiviteit en generativiteit door Bushe en Dr. Ron Fry van Case Western, op de World Appreciative Inquiry Conference 2012.

## Onderscheidende kenmerken
De volgende tabel is afkomstig uit het Cooperrider en Whitney (2001)  artikel en wordt gebruikt om enkele van de verschillen te beschrijven tussen AI en benaderingen van organisatieontwikkeling die niet gebaseerd zijn op wat zij positief potentieel noemen:
| Probleemoplossing                                                               | Waarderend onderzoek                                                          |
| ------------------------------------------------------------------------------- | ----------------------------------------------------------------------------- |
| 1. "Gevoelde behoefte", identificatie van probleem                              | 1. Het beste van 'wat is' waarderen en op waarde schatten                     |
| 2. Analyse van oorzaken                                                         | 2. Zich voorstellen "wat zou kunnen zijn"                                     |
| 3. Analyse en mogelijke oplossingen                                             | 3. Dialoog over "Wat zou moeten zijn"                                         |
| 4. Actieplanning (behandeling)                                                  |                                                                               |
| Basisveronderstelling: een organisatie is een probleem dat moet worden opgelost | Basisveronderstelling: een organisatie is een mysterie dat moet worden omarmd |

Waarderend onderzoek probeert manieren te gebruiken om vragen te stellen en de toekomst voor te stellen om positieve relaties te bevorderen en voort te bouwen op het huidige potentieel van een bepaalde persoon, organisatie of situatie. Het meest voorkomende model maakt gebruik van een cyclus van vier processen, die zich richten op wat het oproept:
1. ONTDEK: De identificatie van organisatieprocessen die goed werken.
2. DROOM: Het bedenken van processen die in de toekomst goed zouden werken.
3. ONTWERP: Plannen en prioriteren van processen die goed zouden werken.
4. BESTEMMING (of INZET): De implementatie (uitvoering) van het voorgestelde ontwerp.[19]

Het doel is om organisaties op te bouwen - of opnieuw op te bouwen - rond wat werkt, in plaats van te proberen op te lossen wat niet werkt. AI-beoefenaars proberen deze benadering over te brengen als het tegenovergestelde van probleemoplossing.

## AI implementeren
Er zijn verschillende benaderingen om waarderend onderzoek in te voeren, waaronder massaal gemobiliseerde interviews en een grote, diverse bijeenkomst genaamd een Appreciative Inquiry Summit. Deze benaderingen omvatten het samenbrengen van grote, diverse groepen mensen om te studeren en voort te bouwen op het beste in een organisatie of gemeenschap.

## Toepassingen
In Vancouver wordt AI gebruikt door het Dalai Lama Center for Peace and Education. Het centrum, dat werd opgericht door de Dalai Lama en Victor Chan, gebruikt AI om medelevende gemeenschappen te faciliteren.

## Verder lezen
- Barrett, F.J.; Fry, R.E. (2005), Appreciative Inquiry: A Positive Approach to Building Cooperative Capacity, Chagrin Falls, OH: Taos Institute
- Bushe, Gervase R. (2012), "Appreciative Inquiry: Theory and critique", in Boje, D.; Burnes, B.; Hassard, J. (eds.), The Routledge Companion To Organisational Change, Oxford, UK: Routledge, p. 87-103
- Bushe, Gervase R. (2013), "The Appreciative Inquiry Model" (PDF), in Kessler, EH (ed.), Encyclopedia of Management Theory, Thousand Oaks, CA: Sage, opgehaald op 13 maart 2017
- Cooperrider, D. L.; Barrett, F.; Srivastva, S. (1995), "Social construction and appreciative inquiry: A journey in organizational theory", in Hosking, D.; Dachler, P.; Gergen, K. (eds.), Management en organisatie: relationele alternatieven voor individualisme, Aldershot, VK: Avebury, p. 157-200
- Cooperrider, D. L.; Sorenson, P.; Yeager, T.; Whitney, D. (eds.), Appreciative Inquiry: Foundations in Positive Organization Development, Champaign, IL: Stipes
- Cooperrider, D. L.; Srivastva, S. (1987), "Appreciative inquiry in organizational life", in Woodman, R. W.; Pasmore, W.A. (eds.), Onderzoek in organisatieverandering en ontwikkeling, Vol. 1, Stamford, CT: JAI Press, blz. 129-169
- Cooperrider, D. L.; Whitney, D.; Stavros, J.M. (2008), Appreciative Inquiry Handbook (2e ed.), Brunswick, OH: Crown Custom Publishing
- Ludema, J. D.; Whitney, D.; Mohr, B.J.; Griffen, T.J. (2003), The Appreciative Inquiry Summit, San Francisco, Californië: Berret-Koehler
- Whitney, D.; Trosten-Bloom, A. (2003), The power of Appreciative Inquiry: A practical guide to positive change, San Francisco, CA: Berrett-Koehler
- Barrett, FJ & Fry, RE (2005) Appreciative Inquiry: A Positive Approach to Building Cooperative Capacity. Chagrin Falls, OH: Taos Institute
- Cooperrider, DL, Whitney, D. & Stavros, JM (2008) Appreciative Inquiry Handbook (2e ed. ) Brunswick, OH: Crown Custom Publishing.
- Gibbs, C., Mahé, s. (2004) "Birth of a Global Community: Appreciative Inquiry in Action". Bedford Heights, OH: Lakeshore Publishers.
- Lewis, S., Passmore, J. & Cantore, S. (2008) The Appreciative Inquiry Approach to Change Management. Londen, VK: Kogan Paul.
- Ludema, JD Whitney, D., Mohr, BJ & Griffen, TJ (2003) The Appreciative Inquiry Summit. San Francisco: Berret-Koehler.
- Whitney, D. & Trosten-Bloom, A. (2010) The Power of Appreciative Inquiry (2e Ed.). San Francisco: Berrett-Koehler.